# Club d'aviron Ondarroa
Maillots
Le Club d'Aviron Ondarroa (Ondarroa Arraun Elkartea en euskara) est un club d'aviron fondé en 1973 à Ondarroa (Biscaye). On trouve des informations prouvant qu'il existait déjà en 1926 et que ce club avait une trainière au nom de Antiguako Ama (mère de l'antiquité en basque). Il concourt actuellement dans la Ligue ARC en catégorie 2.

## Histoire
Cette localité biscaïenne limitrophe avec le Guipuscoa possède (de forme documentée) le drapeau le plus ancien de tous, gagné dans une régate de Bilbao l'année 1865.
1865: Le premier drapeau des régates qui est conservé au Pays basque, se trouve à Ondarroa. Il est clairement écrit : REGATA DE BILBAO CELEBRADA EL 31 DE AGOSTO DE 1865. UNICO PREMIO DE HONOR. Ce drapeau est conservé, en parfait état, dans la Confrérie des Pêcheurs d'Ondarroa.
1887: Bilbao, enthousiasmé avec le projet de son grand port, profite de cette occasion pour faire promouvoir ce dernier aux hommes du pouvoir. Une des fêtes commémorées est celle des régates. Le 12 septembre, a lieu une régate dans laquelle les deux premiers places sont obtenues par la ville d'Ondarroa. La Confrérie des Pêcheurs de cette ville conserve également les deux drapeaux de cette régate.
1888: Défi entre des Pasaia et Ondarroa. Le parcours est compris entre Getaria et Saint-Sébastien. La régate dure 84 minutes et Ondarroa gagne avec 15 secondes d'avance.
1890: Défi entre Donostia et Ondarroa. Ondarroa brûlait d’envie de refaire une régate et a été aveuglément renversé dans les paris. Étant donné le temps véritablement infernal, celle-ci n'a pas pu avoir lieu jusqu'au 2 décembre. Ondarroa perd. Ce sera une catastrophe pour la ville. Ondarroa n'a pas voulu assumer la défaite claire et a été blessé dans la fierté des Ondarrois.
1898: Ondarroa avec toutes les conséquences, se présente à la régate de Saint-Sébastien. Des « invitations » permanentes, dédaigneuses et blessantes font qu'il était difficile de ne pas répondre à celle-ci. Le club se présente avec la trainière Flore barrée par Manuel Beitia. Il gagne avec 18 secondes d'avance sur Pasaia, et bien plus sur Getaria. Dans le second tour donostiarra sera vainqueur avec 19 secondes d'avance sur Ondarroa. Dans la régate d'Honneur, Ondarroa sera vainqueur devant Pasajes à 24 secondes. Ondarroa est fier de ce drapeau qui redonne confiance à ses hommes, en sauvant le titre de « Invincibles de Cantabrie ».
1902 : Dans les Régates Royales se déroulant à Bilbao, deux trainières d'Ondarroa se présentent qui se classent premier et second. De cette régate sont conservés le drapeau et des photographies des deux équipages.
1925 : Les jeunes du Club Sportif Aurrerá (jeunesse en basque) veulent lutter contre l'avis des vieux arrantzaleak (pêcheurs en basque) qui se montrent réticents. Il fallait maintenir le prestige et la renommée. Personne ne va à l'encontre des jeunes qui vont à Portugalete où ils gagnent nettement.
1926: L'événement de l'année précédente a ouvert des espoirs et a éliminé les réticences des ainés. On organise une préparation sérieuse et consciencieuse pour les deux régates de l'année. Celle de Saint-Sébastien et celle de Portugalete. Septembre 1926 sera le souvenir de tous les habitants d'Ondarroa qui ont vécu ces courses et reste l'exemple pour les futures générations. À Saint-Sébastien le « chaland » Antiguako Ama 1 gagne brillamment le premier dimanche et refait la même chose dans la régate d'Honneur avec Pasaia distancé de 17 secondes. Le drapeau se trouvait déjà à Ondarroa et restaient deux dimanches de régates à Portugalete. Ondarroa, malgré l'après fêtes du succès de Saint-Sébastien, arrive à se classer lors des deux journées. Toute la ville fait cause commune avec les régates à tel point que les deux Confréries de Pêcheurs qui étaient divisées durant des années s’unit à nouveau.
1926: Le club fait une parenthèse, jusqu'en 1973 où le Club d'aviron Ondarroa démarre une nouvelle étape qui pour l'instant a couvert ses 33 premières années d'histoire.
Pendant ces 33 années, le Club d'Aviron Ondarroa centre ses efforts, non seulement le cadre compétitif, mais aussi sur la réalisation d'un travail social qui centre une grande partie des efforts à la promotion et au développement du sport de l'aviron pour la jeunesse de cette ville. Ce travail social se fait en collaboration entre les différents centres éducatifs de la localité pour que dans sa programmation de la matière d'Éducation Physique ils puissent y inclure un chapitre consacré à la connaissance tant technique que théorique du sport de l'aviron.
1988: le Club d'aviron Ondarroa, peut enfin disposer d'un pavillon municipal d'aviron qui permet de mener à bien et dans de bonnes conditions la préparation nécessaire pour la pratique de l'aviron, ainsi que la bonne conservation du matériel sportif du Club, une chose jusqu'alors impossible. Le fait de disposer de ce nouveau pavillon, fait que le nombre de jeunes qui se décide à s'approcher des installations, grandit et que cela se traduit par un nombre plus important de rameurs, qui sans doute a fait que le niveau compétitif du club se soit significativement élevé.

## Palmarès
- 3 Championnat de Biscaye de traînières: 1994, 1996 et 1997.
- 2 Drapeau de Ondarroa: 1994 et 1995.
- 3 Drapeau de Portugalete: 1995, 2001 et 2002.
- 3 Drapeau Ciudad de Castro Urdiales: 1994, 1997 et 2001.
- 2 Drapeau Petronor: 1995 et 1996.
- 1 Drapeau de Lekeitio: 1993.
- 1 Drapeau de Elantxobe: 1994.
- 1 Drapeau de Hernani: 1994.
- 1 Drapeau de Las Arenas: 1996.
- 1 Drapeau Villa de Bilbao: 2001.
- 1 Drapeau de Suances: 2001.
- 1 Drapeau de Sestao: 2002.